# Вулиця Кленова долина
Ву́лиця Клено́ва доли́на — вулиця в Голосіївському районі міста Києва, котеджне містечко «Коник» у місцевості Віта-Литовська. Пролягає від безіменного проїзду до вулиці Золоті джерела до вулиці Жуків затон.
Назва вулиці — з 2011 року.